# Tom Wright (Architekt)

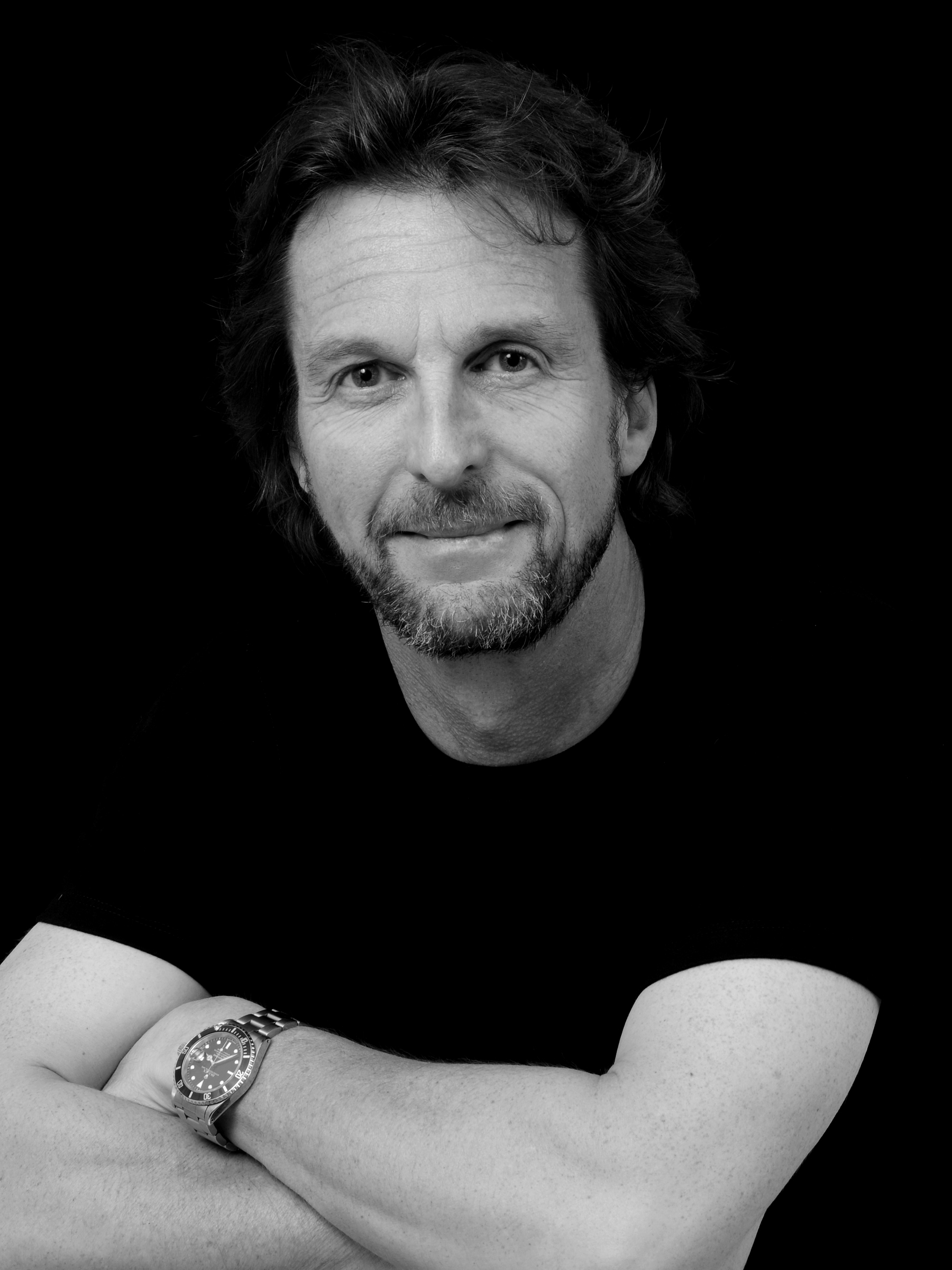
Tom Wright (2009)

Tom Wright (* 18. September 1957) ist ein britischer Architekt. Er wurde vor allem durch das Burj al Arab in Dubai bekannt, das in kürzester Zeit zur Architekturikone und einem Wahrzeichen Dubais wurde.

## Leben und Karriere
Er studierte an der Royal Russell School und der Kingston Polytechnic School of Architecture (heute: Kingston University School of Architecture) und schloss sein Studium 1983 ab. Er ist angestellt bei der Firma WS Atkins PLC und inzwischen Leiter der Architekturabteilung im Atkins Headquarters in Epsom, London.

## Werke
- Burj al Arab (1999) in Dubai
- Al-Rajhi-Tower in Riad
- Lakeside Hotel in Tunesien
- Bahrain World Trade Center, Bahrain

## Referenz
1. ↑  Tom Wright (Memento vom 24. Juli 2008 im Internet Archive)

| Personendaten    | Personendaten        |
| ---------------- | -------------------- |
| NAME             | Wright, Tom          |
| KURZBESCHREIBUNG | britischer Architekt |
| GEBURTSDATUM     | 18. September 1957   |